# Asta Regia
Asta Regia (o Hasta Regia) è stata un'antica città fondata, con molta probabilità, nell'Età del bronzo atlantico (1250 a.C. - 850 a.C.) che  sarebbe esistita fino al X secolo. I suoi resti archeologici si trovano oggi sotterrati nel quartiere di Mesas de Asta a Jerez de la Frontera (Andalusia, Spagna), in un vasto terreno di 60 ettari. L'urbe che sarebbe stata occupata da tartessi, fenici, turdetani, romani e islamici, avrebbe raggiunto un'estensione di 25 ettari, nel suo massimo periodo di splendore, che si stanno scandagliando, dal 2017, tramite georadar.
Le ricerche realizzate da Manuel Esteve, fanno supporre che sia stata fondata dai tartessi e poi divenuta una città romana di grande importanza nella Betica. Esistono studi che contemplano la possibilità che potrebbe essere stata Atlantide, trovandosi in una zona tra le foci dei fiumi Guadalquivir e Guadalete. È stata dichiarata Bene di Interesse Culturale (BIC), sotto la categoria di Zona archeologica, nell'anno 2000.

## Ubicazione
Si trova sulla strada A-2000, che unisce Jerez de la Frontera e Trebujena. Il sito archeologico si trova a 11 km del centro urbano di Jerez.

## Resti archeologici

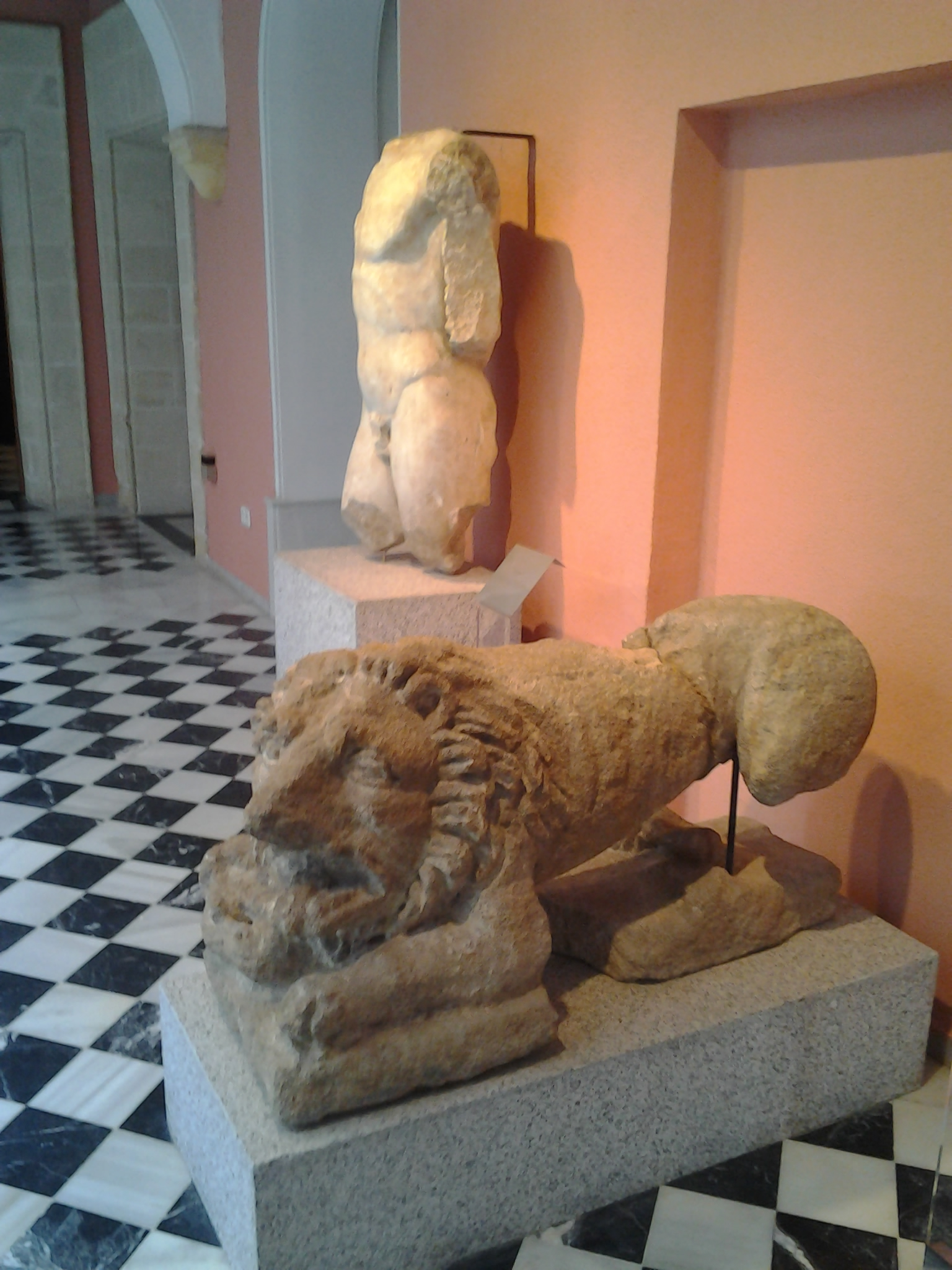
Statua romana di un torso maschile e una ibero-romana di un leone proveniente di Asta Regia.

Esistono indizi di presenza umana dal Neolitico fino l'epoca Islamica del X secolo. Secondo studiosi di storia, in epoca romana la città ebbe maggiore importanza di Baelo Claudia o Italica, da cui l'appellativo di Regia. Recentemente si è scoperto che vi era una moschea fino al X secolo. Nella zona sono state trovate diverse targhe con iscrizioni. Sembra anche dimostrata l'esistenza di sobborgi e di una necropoli.
Il sito è attualmente proprietà privata, e sembra che esista scarso interesse ad acquistarlo da parte delle amministrazioni pubbliche per portare alla luce nuovi resti. La maggior parte dei reperti ottenuti dagli scavi realizzati da Esteve nel XX secolo (dei periodi tartesico e turdetano) si trova nel Museo Archeologico di Jerez.

## Ritrovamenti recenti

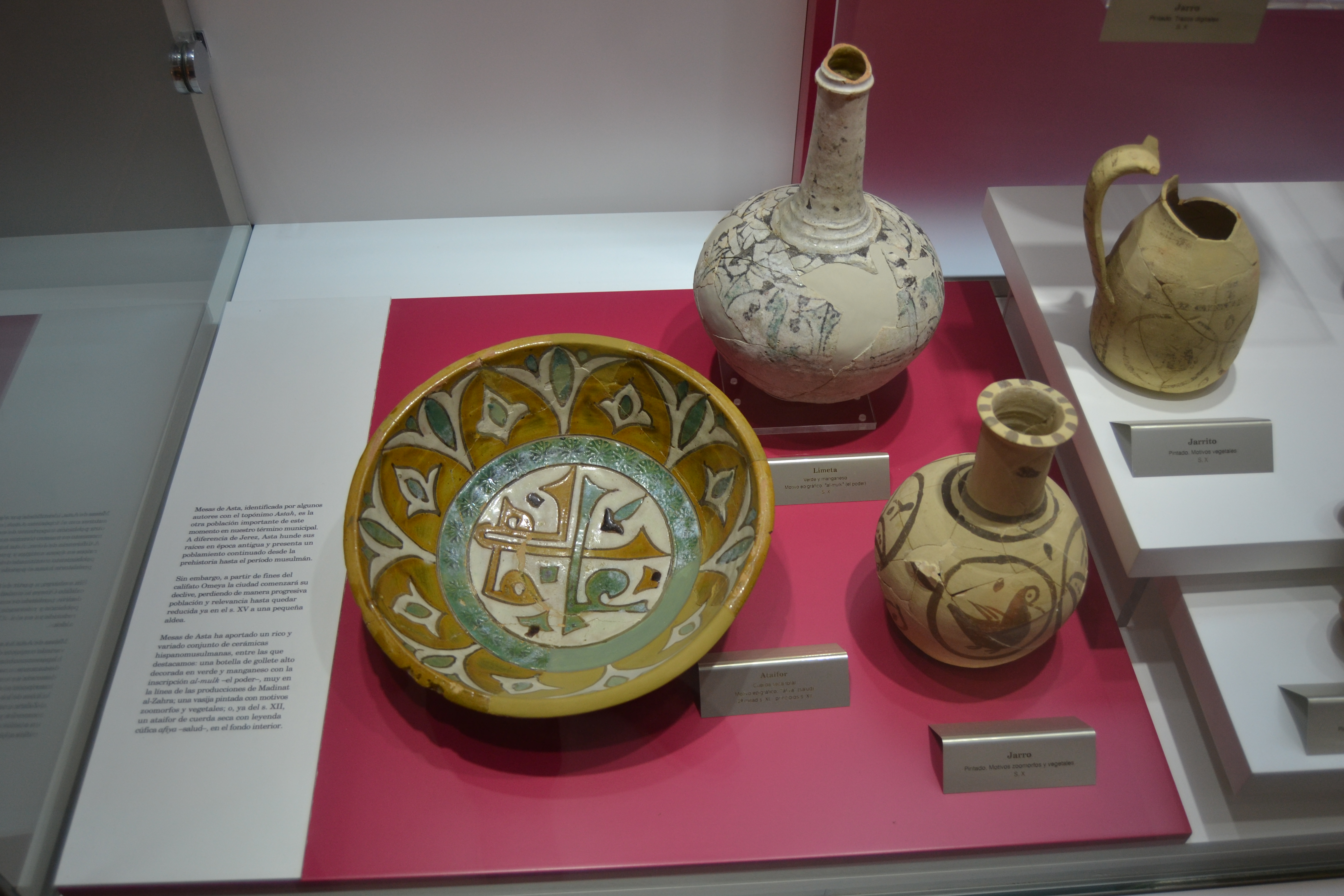
Resti ritrovati recentemente

Attualmente viene utilizzata attrezzatura di ultima generazione per realizzare archeologia non invasiva, scandendo in 3D il contenuto a vari metri di profondità sotto il suolo. La ricerca è realizzata con l'appoggio di aziende di Jerez, dell'Università di Cadice, del Consiglio dell'Andalusia e del Comune di Jerez de la Frontera. I risultati mostrano varie città sovrapposte, dalla romana (di grandi dimensioni), all'islamica e alla medioevale.
Continuano ad apparire nuovi reperti nella zona.

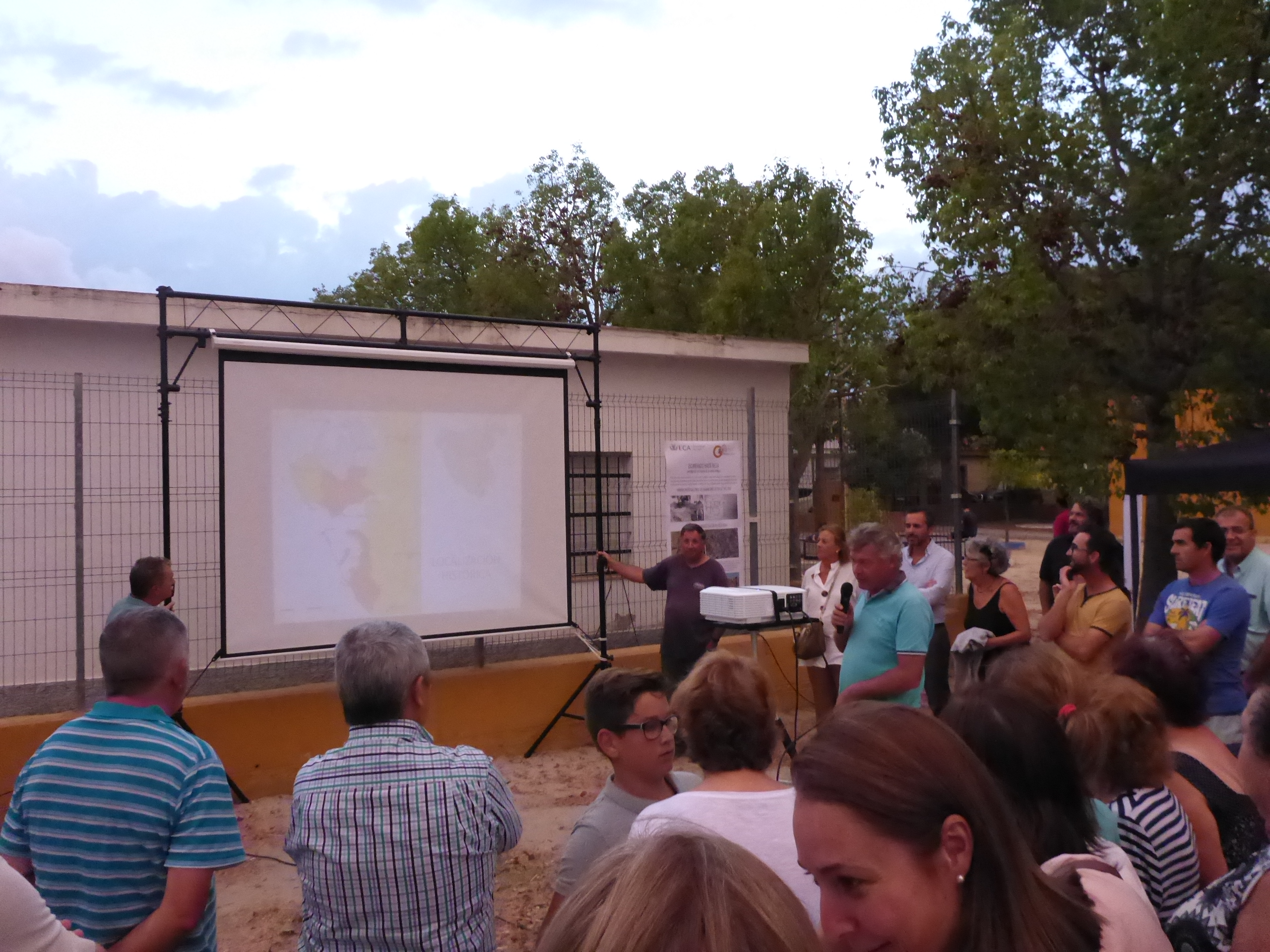
Presentazione dei risultati del progetto archeologico

A livello sociale è stata creata una Piattaforma cittadina per il sito, alla quale nel 2019 si unirono tutti i gruppi politici locali.
Nel 2020 è stato creato il "Piano generale" del sito.